# Telipogon falcatus
Telipogon falcatus es una especie  de orquídea epifita. Es originaria de Colombia.

## Descripción
Es una orquídea de pequeño tamaño, con hábitos de epífita. Florece en el otoño, verano e invierno. 

## Distribución y hábitat
Se encuentra en Colombia en las elevaciones alrededor de 2.750 metros.

## Taxonomía
Telipogon falcatus fue descrita por Linden & Rchb.f. y publicado en Bonplandia 2: 280. 1854.
Etimología
Telipogon: nombre genérico que deriva de las palabras griegas: "telos", que significa final o punto y "pogon" igual a "barba", refiriéndose a los pelos en la columna de las flores.
falcatus: epíteto latino que significa "con forma de hoz".
Sinonimia
- Hofmeisterella falcata (Linden & Rchb.f.) Nauray & A.Galán[4][5]